# Центральный банк коммунального хозяйства и жилищного строительства
Центральный банк коммунального хозяйства и жилищного строительства (Цекомбанк) — специализированный государственный банк СССР, основанный с целью кредитования строительства, восстановления и расширения коммунальных предприятий и сооружений, а также строительства и ремонта жилых помещений.

## История
Банк был учреждён 17 января 1925 года в форме акционерного общества. Краткосрочные и долгосрочные ссуды Цекомбанк предоставлял местным государственным коммунальным предприятиям, жилищной кооперации, частным домовладельцам. С 1927 года в функциях банка стали преобладать операции по долгосрочному кредитованию. Цекомбанк имел конторы только в Сибири и на Украине. Банковские операции осуществлялись в основном через местные коммунальные банки.
В 1932 году в связи с организацией специальных банков долгосрочных вложений Цекомбанк стал функционировать как Банк финансирования коммунального и жилищного строительства, который осуществлял безвозвратное финансирование и долгосрочное кредитование жилищного, коммунального и культурно-бытового строительства, а также комплексного строительства новых городов и посёлков.
Указом Президиума Верховного Совета СССР от 7 апреля 1959 года Цекомбанк был упразднён, а его функции были распределены между Стройбанком СССР и Госбанком СССР.

## Руководители
- Басиас, Фемистокл Антонович (09.03.1925 — 1927)
- Абрамович, Яков Евгеньевич (1927 — 1928)
- Лугановский, Эммануил Викторович (1928 — 1937)
- Возяков, Алексей Александрович (19.12.1937 — 02.10.1938)
- Усатин, Павел Леонтьевич (09.03.1939 — 21.05.1942)
- Добровольский, Александр Васильевич (21.05.1942 — 31.03.1945)
- Возяков, Алексей Александрович (11.05.1945 — 17.12.1946)
- Козлов, Николай Александрович (12.1946 — 10.06.1948)
- Силаев, Андрей Павлович (10.06.1948 — 17.04.1952)
- Кутузов, Григорий Александрович (05.07.1952 — 28.06.1955)
- Тарасов, Павел Сергеевич (01.09.1955 — 07.04.1959)

## Жилсоцбанк СССР
Во время реорганизации банковской системы СССР в 1987 году, был создан Банк жилищно-коммунального хозяйства и социального развития СССР (Жилсоцбанк СССР), который выполнял те же функции, что и упразднённый ранее Цекомбанк — производить операции по кредитно-расчетному обслуживанию и финансированию жилищно-коммунального хозяйства, государственной и кооперативной торговли, бытового обслуживания лёгкой и местной промышленности, а также сферы кооперативной и индивидуальной трудовой деятельности.
Банк был создан 17 июля 1987 года, 10 июля 1990 года был переименован в Акционерный коммерческий Банк социального развития СССР (Соцбанк СССР), а 16 августа 1990 года — упразднен. За всё время существования банка им руководил Букато, Виктор Иванович.